# Young and Beautiful (bài hát của Lana Del Rey)
"Young and Beautiful" (n.đ. 'Trẻ và đẹp') là bài hát của ca sĩ, nhạc sĩ sáng tác ca khúc người Mỹ Lana Del Rey, được sử dụng cho nhạc phim Đại gia Gatsby.

## Giải thưởng
| Năm  | Tổ chức                                  | Giải thưởng                | Kết quả   | Ct.   |
| ---- | ---------------------------------------- | -------------------------- | --------- | ----- |
| 2014 | Giải Lựa chọn của giới phê bình điện ảnh | Ca khúc hay nhất           | Đề cử     | [ 1 ] |
| 2014 | Giải Grammy                              | Ca khúc nhạc phim hay nhất | Đề cử     | [ 2 ] |
| 2014 | Giải Vệ Tinh                             | Bài hát gốc hay nhất       | Đoạt giải | [ 3 ] |

## Đội ngũ thực hiện
Danh sách ghi công trích từ ghi chú của album nhạc phim.
Bản gốc
- Lana Del Rey – giọng hát, sáng tác
- Rick Nowels – sản xuất, piano, keyboard, dàn nhạc, sáng tác
- Patrick Warren – bộ dây, chuông ống, dulcitone, guitar điện, pump musette, piano
- Craig Armstrong – sắp xếp dàn nhạc
- Perry Montague-Mason – quản lý dàn nhạc
- Devrim Karaoglu – bass
- Kieron Menzies – thu âm, lập trình
- Al Shux – lập trình trống
- Dan Heath – lập trình trống cho dàn nhạc
- Jon Ingoldsby – kỹ thuật bổ sung
- Jordan Stilwell – kỹ thuật bổ sung
- Trevor Yasuda – kỹ thuật bổ sung
- Chris Barrett – trợ lý kỹ thuật
- John Prestage – trợ lý kỹ thuật
- Geoff Foster – thu âm dàn nhạc
- Robert Orton – mixing
- David Greenaway – chỉ huy dàn nhạc
- Isobel Griffiths – nhà thầu dàn nhạc
- Charlotte Matthews – trợ lý nhà thầu dàn nhạc

"Phiên bản hòa tấu DH"
- Lana Del Rey – giọng hát, sáng tác
- Dan Heath – nhà sản xuất
- Rick Nowels – sáng tác
- Kieron Menzies – thu âm giọng hát
- Songa Lee – violin
- Kathleen Sloan – violin
- Robert Orton – mixing
- Trevor Yasuda – kỹ thuật
- Chris Barrett – kỹ thuật
- John Prestage – kỹ thuật

## Bảng xếp hạng
| Bảng xếp hạng (2013–2014)                 | Vị trí cao nhất |
| ----------------------------------------- | --------------- |
| Úc (ARIA)                                 | 8               |
| Áo (Ö3 Austria Top 40)                    | 57              |
| Bỉ (Ultratop 50 Flanders)                 | 34              |
| Bỉ (Ultratop 50 Wallonia)                 | 33              |
| Canada (Canadian Hot 100)                 | 45              |
| CIS (Tophit)                              | 1               |
| Cộng hòa Séc (Singles Digitál Top 100)    | 44              |
| Pháp (SNEP)                               | 31              |
| Đức (GfK)                                 | 50              |
| Greece Digital Songs (Billboard)          | 2               |
| Hungary (Single Top 40)                   | 9               |
| Iceland (RÚV)                             | 30              |
| Ireland (IRMA)                            | 16              |
| Israel (Media Forest)                     | 7               |
| Ý (FIMI)                                  | 8               |
| Lebanon (The Official Lebanese Top 20)    | 16              |
| Hà Lan (Single Top 100)                   | 79              |
| New Zealand (Recorded Music NZ)           | 23              |
| Ba Lan (Polish Airplay Top 100)           | 12              |
| Nga Airplay (Tophit)                      | 1               |
| Scotland (OCC)                            | 21              |
| Slovakia (Rádio Top 100)                  | 53              |
| Tây Ban Nha (PROMUSICAE)                  | 24              |
| Thụy Điển (Sverigetopplistan)             | 39              |
| Thụy Sĩ (Schweizer Hitparade)             | 31              |
| Anh Quốc (OCC)                            | 23              |
| Ukraina Airplay (Tophit)                  | 10              |
| Hoa Kỳ Billboard Hot 100                  | 22              |
| Hoa Kỳ Hot Rock Songs (Billboard)         | 3               |
| Hoa Kỳ Dance Club Songs (Billboard)       | 41              |
| Hoa Kỳ Dance/Mix Show Airplay (Billboard) | 5               |

| Bảng xếp hạng (2024)        | Vị trí cao nhất |
| --------------------------- | --------------- |
| Global Excl. US (Billboard) | 180             |

| Bảng xếp hạng (2014)            | Vị trí cao nhất |
| ------------------------------- | --------------- |
| New Zealand (Recorded Music NZ) | 38              |

| Bảng xếp hạng (2013)                              | Vị trí |
| ------------------------------------------------- | ------ |
| Úc (ARIA)                                         | 29     |
| Pháp (SNEP)                                       | 142    |
| Nga Airplay (TopHit)                              | 61     |
| Ukraina Airplay (TopHit)                          | 103    |
| Anh Quốc Singles (Official Charts Company)        | 196    |
| Hoa Kỳ Alternative Digital Song Sales (Billboard) | 14     |
| Hoa Kỳ Dance/Mix Show Airplay (Billboard)         | 45     |
| Hoa Kỳ Hot Rock Songs (Billboard)                 | 21     |

| Bảng xếp hạng (2014)                              | Vị trí |
| ------------------------------------------------- | ------ |
| Ý (FIMI)                                          | 63     |
| Nga Airplay (TopHit)                              | 26     |
| Ukraina Airplay (TopHit)                          | 113    |
| Hoa Kỳ Alternative Digital Song Sales (Billboard) | 19     |
| Hoa Kỳ Rock Digital Song Sales (Billboard)        | 41     |

| Bảng xếp hạng (2015)                       | Vị trí |
| ------------------------------------------ | ------ |
| Hoa Kỳ Rock Digital Song Sales (Billboard) | 50     |

## Chứng nhận
| Quốc gia | Chứng nhận   | Số đơn vị/doanh số chứng nhận |
| --- | ------------ | ----------------------------- |
| Úc (ARIA) | 10× Bạch kim | 700.000‡                      |
| Brasil (Pro-Música Brasil) | 2× Bạch kim  | 120.000‡                      |
| Canada (Music Canada) | Bạch kim     | 80.000*                       |
| Đan Mạch (IFPI Đan Mạch) | Bạch kim     | 90.000‡                       |
| Đức (BVMI) | Bạch kim     | 500.000‡                      |
| Ý (FIMI) | 3× Bạch kim  | 300.000‡                      |
| New Zealand (RMNZ) | Vàng         | 7.500*                        |
| Tây Ban Nha (PROMUSICAE) | Bạch kim     | 60.000‡                       |
| Thụy Điển (GLF) | 2× Bạch kim  | 40.000‡                       |
| Anh Quốc (BPI) | Bạch kim     | 600.000‡                      |
| Hoa Kỳ (RIAA) | 6× Bạch kim  | 6.000.000‡                    |
| Phát trực tuyến |              |                               |
| Đan Mạch (IFPI Đan Mạch) | Vàng         | 900.000                       |
| Hy Lạp (IFPI Hy Lạp) | 2× Bạch kim  | 4.000.000                     |
| * Chứng nhận dựa theo doanh số tiêu thụ. · ‡ Chứng nhận dựa theo doanh số tiêu thụ và phát trực tuyến. · Chứng nhận dựa theo doanh số phát trực tuyến. |              |                               |

## Lịch sử phát hành
| Vùng | Ngày             | Định dạng              | Nhãn                   |
| ---- | ---------------- | ---------------------- | ---------------------- |
| Đức  | 22 tháng 4, 2013 | Tải nhạc               | Polydor Interscope     |
| Mỹ   | 23 tháng 4, 2013 | Tải nhạc               | Water Tower Interscope |
| Ý    | 26 tháng 4, 2013 | Contemporary hit radio | Universal              |
| Mỹ   | 21 tháng 5, 2013 | Contemporary hit radio | Interscope             |